# Stalle (P) (tramhalte)
Stalle (P) is een Brusselse tram- en bushalte van de MIVB gelegen in het in het westen van de gemeente Ukkel. De tramhalte is het zuidelijke eindpunt van  tramlijn 4. 